# Úzkost z knihoven

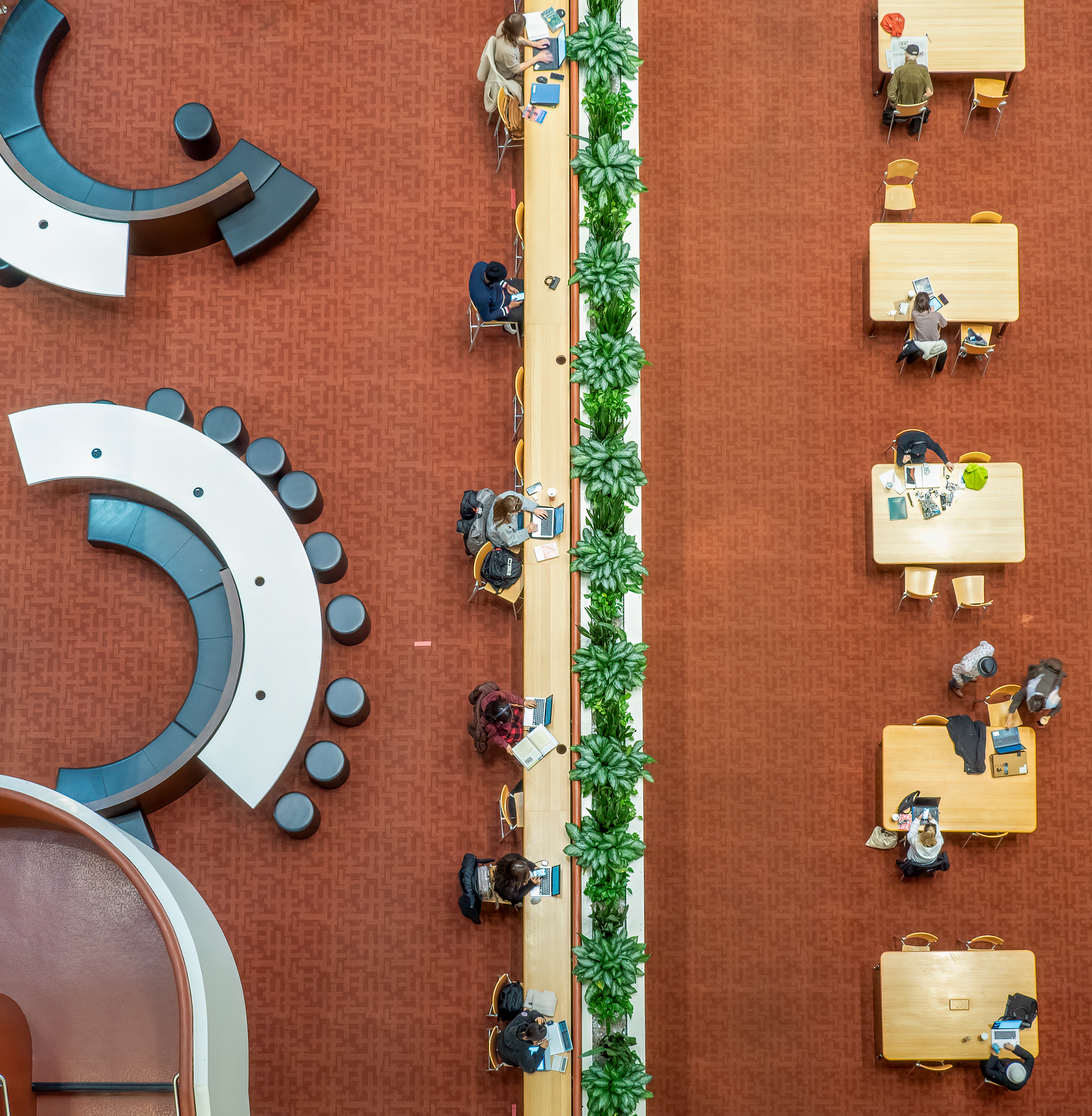
Toronto Reference Library

Úzkost z knihoven (anglicky library anxiety) či knihovnická úzkost odkazuje na „nepříjemný pocit či emocionální rozpoložení, které člověk zažívá v prostředí knihovny a které má kognitivní, afektivní, fyziologické a behaviorální důsledky.“ Roku 1986 vyšla studie od profesorky Constance A. Mellon v časopise College & Research Libraries, v níž tento jev pojmenovala.

## Historie
V roce 1972 Mary Jane Swope a Jeffrey Katzer provedli průzkum mezi studenty ze Syracuse University. Z výsledků zjistili, že ze 119 studentů mělo dotazy 41 % z nich. Přesto by více než polovina těchto studentů pomoc od zaměstnanců nevyhledala. Důvodem byly špatné předchozí zkušenosti, příliš jednoduché otázky nebo nechtěli knihovníka obtěžovat.
Constance A. Mellon vedla kvalitativní výzkum na univerzitě ve Spojených státech. Výzkumu se zpočátku obávalo 75 až 85 % zúčastněných studentů. Během dvou let od studujících posbírala osobní písemné práce a na konci semestru zadala esej, ve které odpovídali na čtyři otázky:
- Jakou zkušenost měli s využíváním knihovny při jejich výzkumech?
- Jak se v knihovně cítili a jak ji využili?
- Změnily se tyto pocity během semestru?
- Jaký mají pocit z využívání knihovny nyní?

Více než 75 % studentů popsalo své prvotní pocity jako bezmoc, nejistotu, strach z neznámého, úzkost nebo fobii. Jako příčiny uvádí:
- velikost knihovny
- neznalost, kde se co nachází
- chybějící znalosti o tom, jak začít nebo co mají dělat

Pocity studujících přirovnala například k úzkosti z matematiky nebo testů. Studie pomohla knihovníkům a pedagogům lépe porozumět problémům studujících a na základě toho mezi sebou navázat užší spolupráci.

## Následující výzkumy
Populárním tématem se úzkost z knihoven stala po vytvoření tzv. Škály knihovnické úzkosti (Library Anxiety Scale) sestavené Sharon Bostick v roce 1992. Následně, v roce 2004, Doris J. Van Kampen vyvinula Multidimenzionální škálu knihovnické úzkosti (Multidimensional Library Anxiety Scale).
V roce 2004 vyšla kniha „Library anxiety: theory, research, and applications“, v níž Anthony J. Onwuegbuzie, Qun G. Jiao a Sharon L. Bostick poskytují detailní pohled na vznik Škály knihovnické úzkosti, na teorie a techniky užité při výzkumu úzkosti z knihoven.
Roku 2007 Nahyun Kwon, Anthony J. Onwuegbuzie a Linda Alexander zjistili ve své studii, že „nízké dispozice ke kritickému myšlení byly spojeny zejména s vysokou úrovní knihovnické úzkosti.“ Ve stejném roce vyšla studie Mellisy Gross a Dona Lathama, v níž porovnávali výsledky testu informační gramotnosti s výsledky testu knihovnické úzkosti. Studie však souvislosti mezi testy nenašla.

## Jak se s úzkostí vypořádat
Před prudkým nárůstem online zdrojů mnoho knihoven vytvářelo tištěné příručky pro snazší orientaci ve sbírkách a službách. Nyní většina knihoven provozuje webové stránky, kde je možné tyto informace najít již před návštěvou knihovny.
Článek Leslie J. Brown z roku 2011 zdůrazňuje neustálý vývoj knihoven a měnící se potřeby uživatelů. Klíčový je přístup knihovníků.
V článku z roku 2016 poukazují Elizabeth DiPrince, Amber Wilson, Chrissy Karafit, Amandy Bryant a Chrise Springera na praktičnost tištěného průvodce. Tvrdí, že webové stránky, na rozdíl od průvodce, mohou uživatele přehltit. Test provedený na University of Central Arkansas dokázal, že jednoduchý tištěný průvodce přispěl ke zvýšení povědomí o knihovních službách.
Washington State University vytvořila webovou příručku strategií, která by měla studentům pomoci tuto úzkost překonat.